# Zagyva

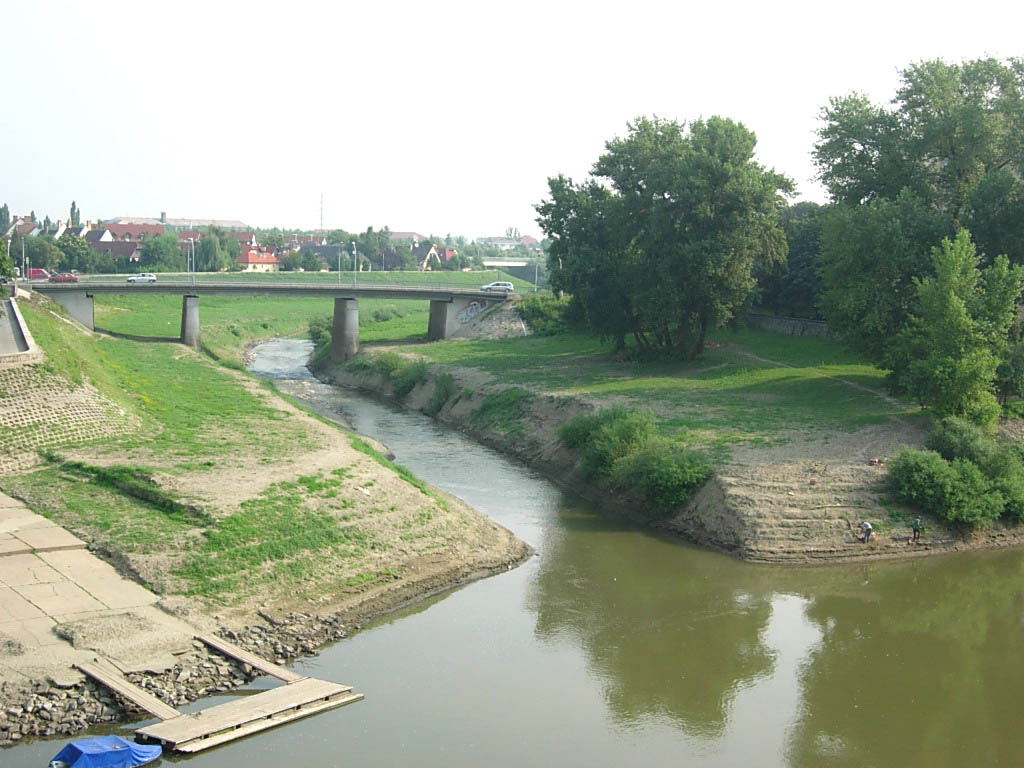
El río Zagyva confluye con el Tisza en Szolnok.

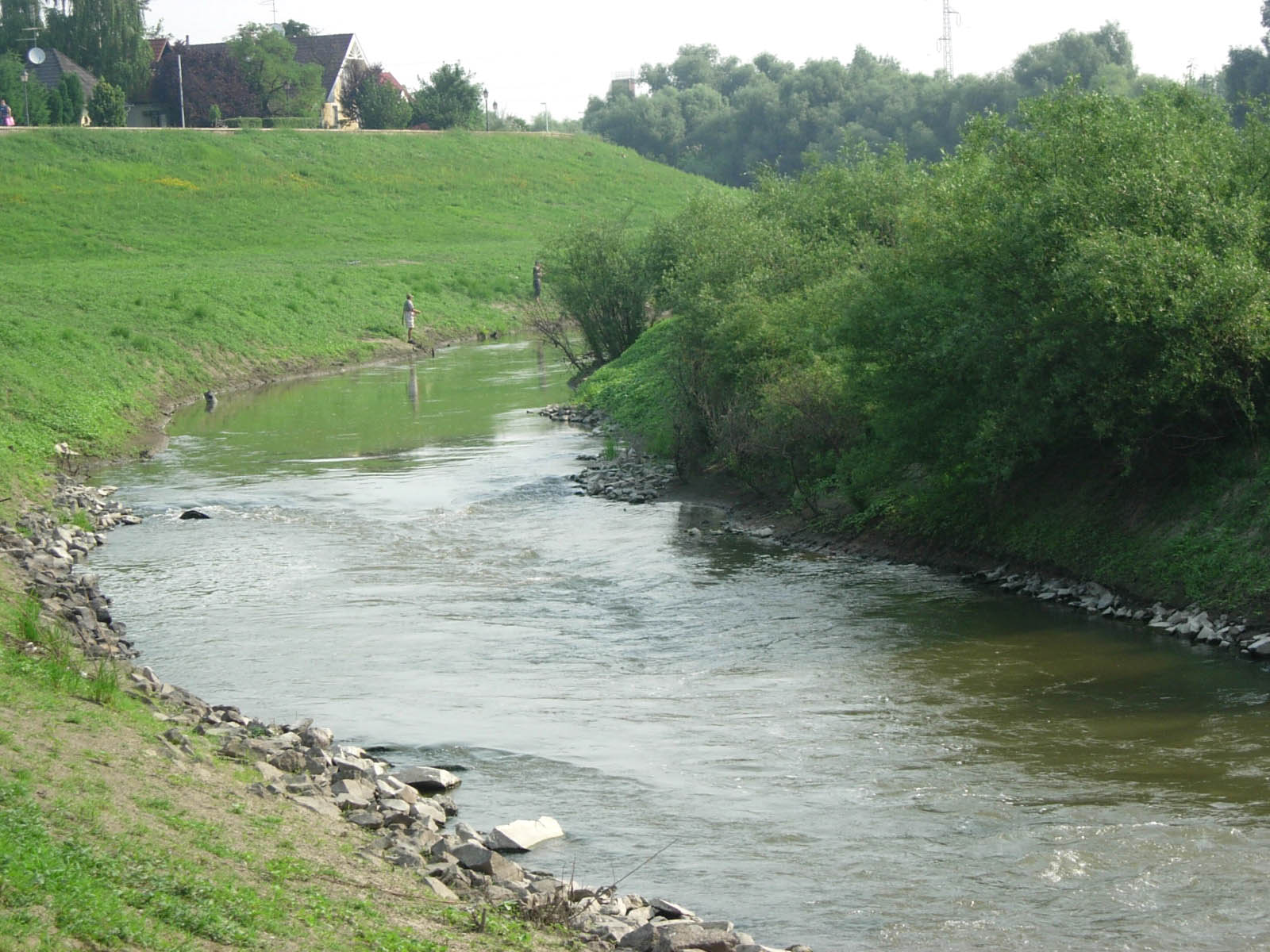
El río Zagyva cerca de Szolnok.

El río Zagyva es un río afluente del Tisza que se encuentra en el centro de Hungría. Tiene una longitud de 179 kilómetros y su cuenca posee una extensión de 56776 km². Tiene como afluentes principales a los ríos Tarna (105 km) y Galga (58 km).
Su nacimiento se localiza cerca de Salgótarján, en el condado de Nógrád, muy cerca de la frontera con Eslovaquia. En su recorrido pasa por las localidades de Bátonyterenye, Pásztó, Hatvan y Jászberény; y se une al río Tisza a la altura de Szolnok, donde el caudal medio es de unos 9,5 m³/s. El Zagyva es un río importante de las cadenas de montañas Mátra y Cserhát, entre las que transcurre. Es apreciado por los practicantes de la pesca. 